# Francisco de Toledo (obispo)
Francisco de Toledo (Toledo, 30 de julio de 1423-Roma, 9 de febrero de 1479) fue un eclesiástico español, legado del papa Sixto IV, datario y obispo de Coria. 

## Biografía
Francisco de Toledo era un hombre de pequeña estatura y cabeza grande. Era descendiente de judíos conversos de sutil ingenio a quien le gustaba aprender de los libros y maestros. Se ganó la vida en la ciudad de Lérida enseñando gramática mientras aprendía filosofía. Con su forma de hablar y sabiduría se ganó el favor de María de Aragón, la hermana del rey Juan de Aragón, y esposa de Juan II de Castilla. Llegó a ser su capellán y le pagó los estudios en París donde permaneció diez años hasta lograr el grado de magisterio y acrecentó su fama y prestigio personal.
Era un buen predicador, no solo por el dominio de la retórica, tanto en lengua latina como en castellano, sino también por la buena voz debida, según Fernando de Pulgar, a su baja estatura . Desarrollaba muchas virtudes; era muy inteligente y destacaba por la prudencia a la hora de tomar decisiones. Muchas de ellas "por amor a la justicia más que por temor a la pena". Hizo amistad con el cardenal Domenico Capranica (obispo de Fermo) mientras estuvo en Roma. El papa Pío II le nombró deán de la catedral de Toledo y le envió como legado pontificio a diversos lugares como Bohemia para resolver el conflicto que se generó entre el rey Jorge de Podiebrad a quien excomulgó en 1466 contra la liga de nobles católicos encabezados por el rey de Hungría Matias Corvino. Francisco de Toledo también actuó como representante del papa ante el rey Luis XI de Francia y ante el rey Alfonso V de Aragón. Actuó como embajador del rey Enrique IV ante el papa en Roma.
El papa Sixto IV le nombró datario, en principio junto a Giovanni Battista Cibo durante las ausencias del titular Lorenzo Roverella y después en solitario, lo que demuestra una gran confianza puesto que se encargaba de la provisión de beneficios, las reservas de pensiones y las dispensas. También fue Sixto IV quien le nombró obispo de Coria, y le envió a Génova para actuar como eficiente mediador en los graves conflictos que allí se generaron. Una vez pacificada la región, volvió a Roma donde murió en el año 1479 a la edad de 55 años.

## Obra
Escribió varios tratados sobre filosofía y sobre teología. También preparó varios escritos contra la Sentencia de Pedro Sarmiento en la que se desarrollaban ideas contra los judíos conversos. En esta misma línea, Francisco de Toledo, asesoró al cardenal Juan de Torquemada en contra de Sarmiento para defender sus argumentos en contra de la discriminación entre cristianos viejos y nuevos. También escribió un tratado contra el tiranicidio y el derecho del papa a intervenir en los asuntos políticos de los reinos. 